# 巢運
巢運，於2014年發起的台灣社會運動，以「滅金權、爭公平」為號召

，主要抗議高房價，由社會住宅推動聯盟等19個民間團體為主要發起，專業者都市改革組織（OURs）秘書長彭揚凱及崔媽媽基金會執行長呂秉怡擔任發言人。

## 歷史
由於2007年美國發生的次貸危機引發全球性的金融風暴，許多國家的中央銀行皆採取調降貼現率及利率及量化寬鬆等措施以挽救金融體系、對抗信貸緊縮(量化寬鬆政策雖未必直接調降利率，但亦有相同效果)。利率降低

使得投資者可以用較低的成本貸款並購置房屋，加上政府於2008年10月宣布調降遺產及贈與稅
，
引發國外資金匯回台灣
。
2012年政府發布鼓勵台商返台投資的鮭魚返鄉政策，對企業放寬融資及租稅優惠，亦導致進入房地產市場的資金增加。而長期以來台灣的低稅率，對地產商而言獲利需要繳交的稅金有限，對購買者而言持有及交易之成本不高，防堵房屋售價的最後一道防線無法發揮作用
，因而造成進入房地產市場的資金增加，房價遂被推升。於此同時，由於年輕世代收入增幅有限，在面臨自住購屋需求之際更加捉襟見肘，另一方面國內租屋保障及社會住宅供給量均未臻理想，故其居住權未能受保障。
1989年8月26日，由李幸長所發起組織之「無住屋者團結組織」，號召萬人夜宿忠孝東路，是為無殼蝸牛運動，迄今仍為台灣規模最大、影響力也極為深遠之居住權運動。事後運動組織改組成立之崔媽媽基金會及專業者都市改革組織加上其他關注居住議題之巢運團體遂於2014年8月26日無殼蝸牛運動25週年當日，宣布啟動相關活動，並於群眾募資網站《Flying V》募集夜宿活動及後續經費。由於適逢選舉將屆

，相關候選人亦針對議題做出回應
。
10月4日，巢運團體於台北市仁愛路三段（宏盛帝寶所在地，普遍被認為是台灣地價最高的豪宅、住宅區）舉辦「夜宿仁愛路」活動。

## 主要發起團體
巢運主要發起團體為社會住宅推動聯盟（成員：中華民國智障者家長總會、中華民國殘障聯盟、中華民國老人福利推動聯盟、中華民國康復之友聯盟、台灣勞工陣線、台灣少年權益與福利促進聯盟、台灣社區居住與獨立生活聯盟、台灣社會福利總盟、伊甸社會福利基金會、勵馨社會福利事業基金會、崔媽媽基金會、專業者都市改革組織）、公平稅制改革聯盟、台灣居住正義協會、房市改革行動聯盟、島國前進、參玖參公民平台與無殼蝸牛聯盟。

## 訴求
巢運團體於2014年8月26日召開記者會，宣布「無殼蝸牛全面進化，啟動新世代巢運」、「號召被政商地產金權壓榨的房奴、買不起租不起的無殼蝸牛們，於10月4日，聯合國『世界人居日』前，重回街頭，夜宿全台最貴的仁愛路三段」，並提出「五大居住改革訴求」。

### 居住人權入憲，終結強拆迫遷
國家應保障人民擁有適當生活條件，使所有人均享有和平、安全、尊嚴之居住權利，並據此停止所有違反此原則之強拆迫遷作為。我國已經批准《經濟、社會與文化權利國際公約》並制定《公民與政治權利國際公約及經濟社會文化權利國際公約施行法》，公約第11條載明，締約國需要正視人民均能享有適當衣食住的權利，並不斷改進之。近來的華光社區、文林苑都市更新爭議、大埔事件，以及桃園航空城徵收爭議 ，顯現開發利益與居住人權之間的衝突，其中無論開發主導者是政府或民間機構、居住人是否擁有該處產權的例子均有之。

### 改革房產稅制，杜絕投機炒作
在保障自住權益原則下，進行「房地合一」、「實價課稅」之稅制修法，並針對短期買賣炒作及囤屋課以重稅，導正住宅市場投機亂象。根據2010年之住宅普查，台灣空屋率將近2成，顯示房屋並未被有效的利用。另一方面，由於房屋及土地稅屬於地方稅收若能針對炒作及囤積課稅，將有助地方財政之健全發展。實價課稅部分，可以改善稅基不足的問題，藉由房屋及土地價值的正確合理估算，使實質稅率提高。。政府雖推出各項特別稅嘗試平抑房價，惟在設計上出現採市場實價或房屋評定現值的交錯(特種貨物及勞務稅條例及其他不適用的住宅間)，以及調整稅基或調整稅率的歧異(豪宅稅

與囤房稅)。

### 廣建社宅達5%，成立住宅法人
明確宣示社會住宅達5%為國家發展，配合進行「住宅法」修法，成立住宅法人，強化財源、土地、民間參與、弱勢保障等機制。目前社會住宅的存量不足，難以保障弱勢族群居住的權利。過往的國宅或是合宜住宅，對於連基本款項都無力負擔的民眾欠缺積極的應對措施，而這些群體在租屋市場又是不受歡迎的，導致居住方面遭遇困難。依據《社會住宅中長期推動方案》的規劃指出，至民國112年(2023年)前預計新增社會住宅15100戶，使總量達到27777戶。但全國經濟或社會弱勢家庭沒有自有住宅者，計有39萬4715戶，其中有社會住宅需求者為32萬8164戶，顯現我國規劃興建量仍然不足。其中又有部分採取BOT模式興建，對於弱勢權益保障引發外界疑慮。

### 檢討公地法令，停建合宜住宅
全面檢討修正以標售、設定地上權、都市更新模式處份公地之相關法令，立即停建辦理弊端叢生合宜住宅，遏止官商勾結。為興建合宜住宅，政府先行徵收土地，再開放建商競標。此舉除引發徵收浮濫的疑慮外(徵收難以開發的山坡地)，更遭學者質疑已經違反不得出售大量公有地的實質精神，甚至於日前傳出官商勾結的負面消息。且現行的規劃數量，相較需求依然不足
，而真正缺錢者還是買不到。

### 擴大租屋市場，制定租賃專法
要求制訂「住宅租賃專法」，引導空屋出租，保障租賃雙方權利，強化弱勢扶助，讓租屋成為有尊嚴、合理的居住選擇。目前許多出租住宅位於頂樓加蓋等違章建築，不僅結構強度不足，亦欠缺合法消防設備，住屋安全堪慮。而目前的租賃市場由私人主導，發生糾紛時保障措施不足，且租屋報酬率過低，皆導致高空屋率、弱勢租屋困難的現象。

## 夜宿行動過程
自2014年10月4日~10月5日，為期2天。

### 主舞台時段
自17:00至21:30。17:00起，主舞台開場，進行系列短講及樂團表演。
- 17:30:「老蝸牛」在蔡瑞月舞蹈研究社所指導「房‧奴」靜默劇儀式下，從1989年夜宿的忠孝東路展開「蝸牛之路」，帶領50人的隊伍邁向仁愛路，沿路號召更多的民眾，一起加入夜宿行動。
- 19:00:「蝸牛之路」進場，巢運蝸牛殼氣球以帝寶為背景升空。
- 20:00:主持人號召民眾「怒躺仁愛路」。
- 21:10:舉行「人民地寶」破土儀式。在「土地公」帶領下現場民眾動手搭建屬於人民的「地寶」。主辦單位表示，在都市中最貴的地段搭建屬於平民的住宅，是為了要彰顯扭轉地段觀念的意涵。

### 分場時段
自21:30至隔天。從主舞台轉至小分場活動，各項議題分場同步開展。有「居住開講」、「居住電影院」、「居住肥皂箱」、「音地幹譙」等。
- 24:00：逐漸引導參與民眾就寢。「人民地寶」持續搭建，在隔日7:00舉行落成儀式。並於隔日上午9:00在「人民地寶」前舉辦夜宿活動會後記者會，宣告後續行動。

## 活動後宣示
- 結合公民團體、網路資訊，將民代、官員的房產資訊完全公開[52][53]
- 檢視候選人的住宅政見，及當選後是否有落實簽署的承諾，在社會住宅、重新評定房產稅基（土地公告地價、土地公告現值、房屋評定現值）、停止不當迫遷及弱勢居住協助等方面持續推動。[54]
- 推動巢運五大訴求的修法工作(房地合一稅改修改、住宅法修法、擬定租賃專法等)，將民間修法版本送到立法院，並觀察先前所公布的「房產立委」是否阻擋提議。
- 辦理長期性的居住議題座談，針對社會住宅及房產稅制改革探討。

## 各界反應
- 巢運團體分別於9月23日及24日赴總統府及進步黨中央黨部遞交陳情書，希望總統馬英九先生及民進黨主席蔡英文女士能簽署「五大訴求承諾書」，兩人均於後續談話中將部分訴求納入政策考量，但未就簽署與否明確表示。[55][56][57]
- 巢運邀請六都市長參選人簽署五大訴求承諾書，其中台北市長參選人連勝文、柯文哲和馮光遠均有簽署；新北市長兼參選人朱立倫有回應但未簽署，參選人游錫堃有簽署；桃園縣長兼市長參選人吳志揚未回應，參選人鄭文燦有簽署；台中市長兼參選人胡志強、參選人林佳龍均有簽署，台南市長兼參選人賴清德及參選人黃秀霜均有回應但未簽署，高雄市長兼參選人陳菊有簽署，參選人楊秋興雖簽署但註明第一項除外[58][59]。
- 內政部10月5日對巢運訴求做出回應，將研議租賃專法立法的可行性，並擬運用房地合一課稅的部分收入，於《住宅法》增訂租金補貼出租人減免所得稅，並提供出租住宅修繕補助、修繕住宅貸款利息補貼；亦可將款項用以擴大協助地方政府興辦社會住宅。另一方面亦將研析成立住宅法人的必要性、適法性及相關配套措施。財政部則研議以實價課稅，並持續加強查核個人出售預售屋交易所得，及建商與地主合建分售，藉由個人交易所得免納所得稅以規避稅賦的情形。農委會則研議農地未作農業使用者，課徵資本利得稅[60]。
- 據媒體報導，財政部將提供32處公有地給地方縣市政府，評估興建社會住宅的可能性。惟這32處公有地大多集中在中南部，並未提及房價高漲的台北市，新北市、桃園市也僅各分到2到3處公有地。且是否興建社會住宅，還是要看地方政府財政狀況而定[61]。
- 民主進步黨10月4日發出聲明表示，民進黨將以「房地合一」稅制改革為起點，推動房地產稅制改革，引導房地產市場符合公平與效率，從而改善縣市政府財政；民進黨也會推動修法，增加「社會住宅」存量，並研擬制定住宅租賃專法，保障租賃雙方權益[62]。
- 有代銷業者表示，巢運選擇在帝寶前舉辦抗爭活動，反而讓訴求失焦，因為高房價的主因為政策錯誤，並非居住於帝寶的民眾。另一方面，亦有業者認為此為消費者珍惜自己權益的表現[63]。
- 長榮大學土地管理與開發學系謝博明副教授於夜宿活動結束後投書表示，他認同此次活動的理念並於課堂上和同學分享，抵達活動現場後亦積極參與，並觀察到活動成員和多年前的無殼蝸牛運動相比，有更多的年輕人與團體參與，象徵著世代交替與多元化。惟他認為抗爭重點應是保障弱勢，而非敵視富人，但現場群眾似乎對於「仇富」言論有極大的迴響。此外南部的問題和訴求似乎難以被聆聽到或考慮，他擔憂住宅問題以及對住宅改革的看法，已經從地域性的「南北差異」，逐漸演變成社會經濟條件，甚或政治與文化背景的「南北分歧」[64]。
- 針對夜宿活動人數不如主辦團體預期及募款不順的現象，有報刊認為，巢運「什麼都要爭，卻不爭買房」[65]，由於現今普遍的的觀念仍是自有的房產勝過租賃的房屋[66]，因此對社會大眾的號召力較缺乏。此外，該報刊亦認為，巢運五大訴求與政府打房與改革方向如出一轍，敵我難分[67]，攻擊重點頂多只質疑政府決心與腳步夠不夠快，容易引起民眾混淆。第三，「巢運」廣納各方勢力壯聲勢，卻讓議題更容易失焦，若欲廣納各方意見，往往無法簡化訴求並聚焦。但另一方面亦有學者認為，住房議題本來即非三言兩語可輕易釐清，訴求多元是可想而知，且巢運訴求在中央與地方政府、政黨、候選人都能積極回應或提出不同的政策建議，在整體行動效益上已達一定效果。[68]
- 藝人黃安10月8日在微博評論巢運，認為宏盛帝寶地價1坪新台幣600萬元、擁有永久產權，北京則只能使用70年，宏盛帝寶與北京的房價相比「並不算天價」；並對巢運人士喊話：「在街頭抗議，不如在生活中努力。愛拼才會贏，台灣人可貴的打拼精神都耗在無聊的政治惡鬥。勇敢的走出來吧！」[69]

## 類似活動
- 9月16日，人民民主陣線鏟土豪行動與巢運成員於瓏山林企業臺北市永吉路辦事處前抗議，揭發瓏山林企業及其董事長林鴻堯以「假贈與，製造人頭」搶得都市更新案，呼籲全民糾舉黑心土豪；瓏山林企業沒有回應[70][71][72]。
- 9月23日，人民民主陣線鏟土豪行動與巢運成員於臺北市市民大道、玉成街口揭發，瓏山林企業在玉成街千坪精華地也使用「假贈與，製造人頭」方式，以高達75名人頭灌水，搶過都市更新事業計畫同意門檻；瓏山林企業沒有回應[73]。
- 10月4日，台中市有「胡亂鏟市政監督團」等公民團體響應巢運，發起「104夜宿老胡的家」，在鄰近臺中市第七期市地重劃區的夏綠地公園夜宿[74]。
- 10月4日，新黨五位臺北市議員及新北市議員參選人在台北市內湖區瑞光路《自由時報》總部大樓前舉行「另類巢運」聲援巢運，抗議聯邦企業集團創辦人林榮三及三重幫利用良好政商關係炒房導致高房價[75]；並批評三重幫利用中央銀行低利率來養地囤地，再透過優惠房貸鼓勵買房，讓許多人淪為銀行與建商的奴隸而不自知[76]。

## 圖集
- 8月26日記者會後圖片
- 晚間六點半時群眾
- 晚間八點時群眾
- 晚間八點時群眾
- 在仁愛路上躺下的群眾